# 佐野雅己
佐野 雅己（さの まさき、1953年 - ） は、日本・中国の物理学者。専門は非線形物理学、非平衡物理学。東京大学名誉教授。上海交通大学自然科学研究院教授。

## 人物・経歴
1977年東北大学工学部卒業。1979年東北大学大学院工学研究科修士課程修了、日本電信電話公社入社。1981年東北大学電気通信研究所助手。1986年工学博士。1987年から89年までシカゴ大学ジェイムス・フランク研究所客員研究員。1990年東北大学電気通信研究所助教授。2000年東京大学大学院理学系研究科教授。2004年日本物理学会理事。2019年から中華人民共和国に移り、東京大学国際高等研究所東京カレッジ副カレッジ長、東京大学名誉教授、上海交通大学自然科学研究院教授。

## 研究
専門は非線形物理学、非平衡物理学で、世界で初めて、情報をエネルギーに変換できることを示す実験に成功し、ネイチャー フィジクスに掲載された。流体科学研究賞受賞。